# Engine Software
Engine Software é uma empresa desenvolvedora de jogos de vídeo game, sediada em Doetinchem, Guéldria. Além de jogos, a empresa desenvolveu Middleware para o Game Boy e Nintendo DS.
A Engine Software foi fundada em 1995, sendo a empresa mais velha na Noruega de desenvolvimento de jogos. A empresa desenvolveu jogos para as plataformas Super Nintendo, Game Boy Color, Game Boy Advance, PocketPC, PC, digiBlast, Nintendo DS, PlayStation Portable e WiiWare.

## Software

### Nintendo DS
| Game                                           | Lançamento | Trabalho feito                 |
| GoPets: Vacation Island                        | 2008       | códificação e música           |
| Dragon Hunters                                 | 2008       | desenvolvimento                |
| Marvel Trading Card Game                       | 2007       | core technology / música       |
| The Suite Life of Zack & Cody: Circle of Spies | 2007       | suporte no desenvolvimento A2M |
| Puzzle Quest: Challenge of the Warlords        | 2007       | Conversão para o DS            |

### PSP
| Game                 | Lançamento | Trabalho feito                                    |
| State Shift          | 2007       | desenvolvimento                                   |
| Xyanide Ressurection | 2007       | suporte no desenvolvimentoPlaylogic Entertainment |

### WiiWare
| Game          | Lançamento | Trabalho feito  |
| Project Bang! | 2008       | desenvolvimento |

### Game Boy Advance
| Game                                  | Lançamento                               | Trabalho feito                                                       |
| High School Musical: Livin' the Dream | 2007                                     | suporte no desenvolvimento                                           |
| Xyanide                               | cancelado, lançado no Xbox por Playlogic | desenvolvimento                                                      |
| Wade Hixton's Counter Punch           | 2004                                     | desenvolvimento                                                      |
| X2: Wolverine's Revenge               | 2003                                     | suporte no desenvolvimentoVicarious Visions com conversão para o GBA |
| Muppets: On with the show             | 2003                                     | suporte no desenvolvimento Vicarious Visions                         |
| Spymuppets: License to croak          | 2003                                     | suporte no desenvolvimentoVicarious Visions                          |
| Artifact                              | 2002                                     | desenvolvimento                                                      |
| Power Rangers: Time Force             | 2001                                     | suporte no desenvolvimentoVicarious Visions                          |

## Ligações Externas
- Site Oficial